# Système éducatif à Madagascar
L'éducation à Madagascar, ou système éducatif malgache, concerne l'ensemble des institutions publiques et privées de Madagascar ayant pour fonction d'assurer et de développer le système éducatif sur l'ensemble du territoire national.
Le système scolaire malgache est en majorité public, laïc, gratuit (depuis 2020) et il est obligatoire de l'âge de 6 ans jusqu'à 16 ans.

## Historique
Décrire l’éducation à Madagascar, cela passe par l'évocation des apports et influences extérieures qui ont considérablement marqué l’histoire de la Grande île, en particulier depuis le début du XIXe siècle.
Au  XIXe siècle, c’est  par le biais  de la  London Missionary  Society que les premières écoles ont formellement vu le jour à Madagascar. En effet, bien que Radama Ier fût  soucieux d’instruire le peuple malgache pour en faire "des personnes de métier et de talent", son  objectif  principal  était avant tout d’assurer "l’ouverture de Madagascar au travail et au commerce", non de développer un système d'éducation sur l'ensemble du territoire.
Il existe cependant très peu de sources sur l'éducation orale dans ce qui est actuellement la nation malgache avant la période française et la loi du 6 août 1896. À partir de cette date, l’institution scolaire malgache a été réorganisée de façon à constituer un instrument d'éducation au sein de l'état français, qui s’étendait à tous les secteurs d’activités politiques, économiques et socioculturelles.
L’indépendance de 1960 a plutôt renforcé une gestion des affaires orientée au profit d’une oligarchie nationale et internationale composée de dirigeants, d’industriels et de commerçants. La politique scolaire était alors calquée sur celle de la métropole française. Cette formation plutôt élitiste a été totalement remise en question par les événements de 1972. Cependant, la révolution socialiste qui en était issue n’est pas réellement parvenue à tenir toutes ses promesses en matière de décentralisation et de malgachisation de l’enseignement.
Face à la création massive d'écoles primaires par les communautés depuis 1975 destiné à répondre à l'explosion démographique du pays, le Ministère de l’Éducation Nationale ne parvient plus à répondre aux besoins des écoles publiques en termes d'enseignants titularisés. Devant cette situation, les associations de parents d’élèves se voient contraints de pallier cette pénurie en recrutant eux-mêmes du personnel non-formé dans les écoles spécialisées pour prendre en charge l'enseignement de leurs enfants. Ainsi, une nouvelle catégorie d’enseignants contractuels, titulaires au minimum d'un BEPC, apparait : les maîtres FRAM (FRAM étant l'acronyme de Fikambanan'ny ray aman-drenin'ny mpianatra, littéralement : « association des parents d’élèves »). Cette association nationale s’engage alors à les rémunérer de différentes manières en fonction de leurs possibilités (paddy et/ou argent liquide et/ou parcelle de terre à cultiver pendant une durée limitée…). En 2003, l'État prend en charge la rémunération des maîtres FRAM par le biais d’une indemnité mensuelle payée pendant 9 mois, financée par les droits d'inscription que les parents versent au début de chaque année scolaire. En 2007, le montant de la subvention versée à chaque maître FRAM était de 27,5 $US par mois et pendant 9 mois. Le total de ces rémunérations correspondaient à 1,8% du PIB, contre 3,1% pour les enseignants fonctionnaires. En 2007, les maîtres FRAM représentaient déjà 53% des enseignants des écoles primaires. En 2014, les effectifs de ces enseignants avaient doublé en sept ans pour atteindre le nombre de 75 000.

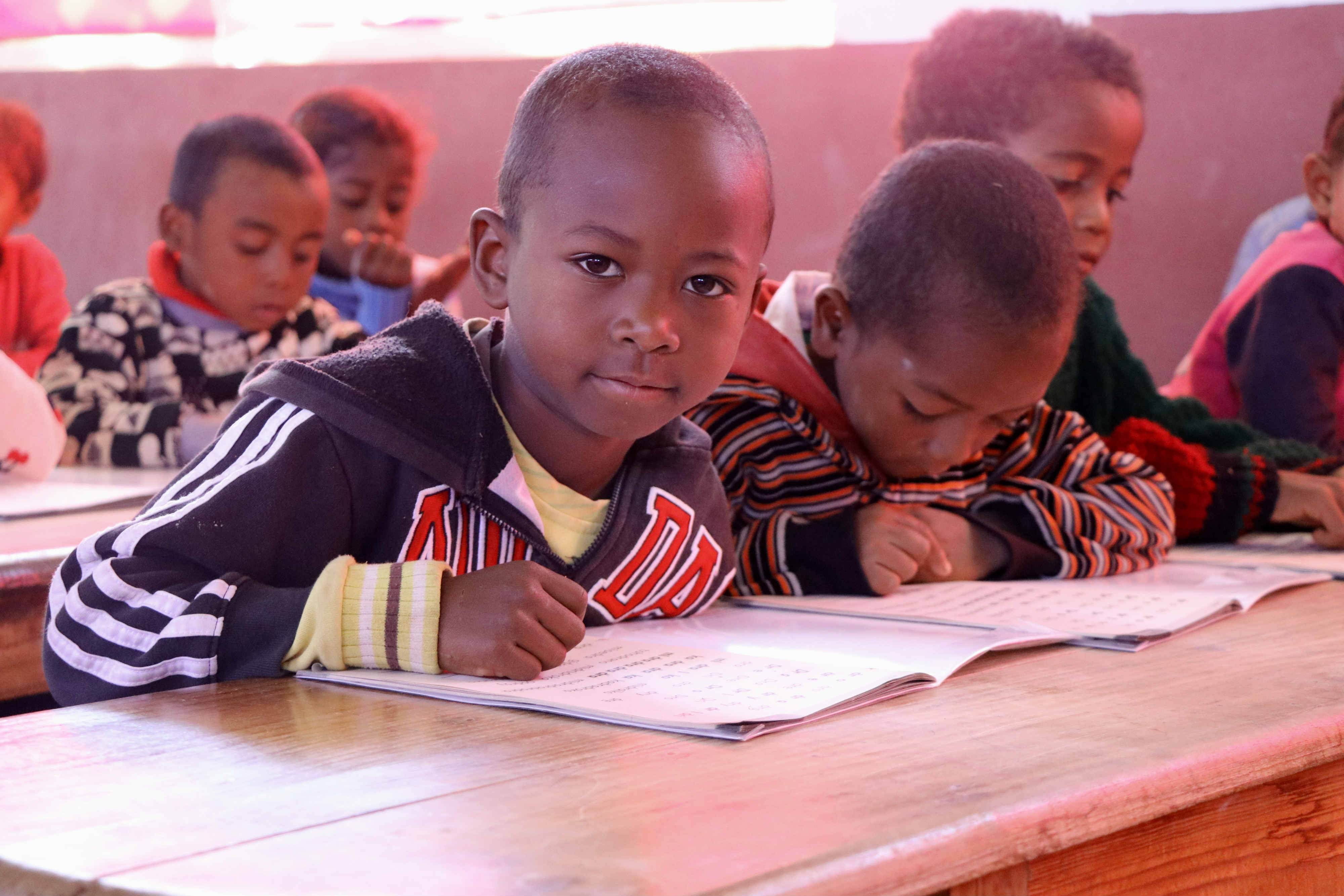
USAID in Madagascar Education

En 1990, le pays a participé à la Conférence  de  Jomtien (Thailande) sur l’initiative « Éducation Pour Tous à l’horizon 2015 ». Jusqu'en 2008, la courbe d'acquisition de ces objectifs fixés pour Madagascar évolue positivement et régulièrement par les gouvernements successifs. Cela 
jusqu’à ce que Marc Ravalomanana, dans sa réforme de  l’éducation, revienne  sur  quelques principes qui avaient contribué au modèle d'éducation malgache. Une  des  grandes  lignes  de la  réforme  de  ce  dernier fut notamment l’application du  taux de redoublement zéro dans l’enseignement 
public. Ce qui eut pour effet de fluidifier le processus de scolarisation, mais également de fragiliser les acquis scolaires de nombreux élèves.
En 2013, les objectifs scolaires du pays étaient loin d'être atteints, avec un taux de scolarisation des adultes d'à peine 65 %.
À l'été 2020, l'État prend la décision de supprimer les droits d'inscription auxquels les parents d'élèves devaient s'acquitter chaque année pour assurer la scolarisation de leurs enfants dans les établissements publics, rendant ainsi l'enseignement gratuit. Cette décision est exécutoire dès la rentrée 2020-2021.

## Enseignement primaire
Calqué sur le modèle français, l'enseignement primaire malgache est basé sur cinq années, de la 11e à la 7e et s'adresse aux enfants de 6 à 11 ans. Ces cinq années d'études sont sanctionnées pas l'obtention du Certificat d’Études Primaires et Élémentaires (CEPE) pour le passage au secondaire. 
C'est en 2014 que les taux de scolarisation du primaire ont atteint un pourcentage identique tant pour les garçons que pour les filles. 
En 2016, le taux d'achèvement de l'école primaire était de près de 70 % pour les filles et de 65,4 % pour les garçons. 
Pour l'année scolaire 2020-2021, le nombre moyen d'élèves par classe dans les établissements d'enseignement publics était de 58 enfants. L'effectif par classe n'était que de 42 élèves dans la région Vatovavy-Fitovivany, alors que dans la région Atsimo-Andrefana ce chiffre montait à 72 élèves par classe. 

## Enseignement secondaire
Basé également sur le modèle français, l'enseignement secondaire malgache est inculqué dans les collèges, puis les lycées.

### Collège
Le renforcemenent de l'acquisition des savoirs fondamentaux s'effectue sur quatre années, de la 6e à la 3e. Sancionné par un Brevet d’Étude du Premier Cycle de l’Enseignement Secondaire (BEPC).
Selon le Ministère de l'enseignement, le niveau secondaire a pour but d'autonomiser les personnes, ainsi que de leur inculquer des valeurs patriotiques garantes de l'unité nationale. L'élève doit alors développer ses propres outils d'analyse, de manière rigoureuse, tout en favorisant la créativité tout au long de son parcours scolaire.
C'est – en 2022 – la Loi n° 94-033 du 13 mars 1995 portant Orientation Générale du Système d’Éducation et de Formation à Madagascar qui prévaut.
En 2018, le taux net de scolarisation au niveau secondaire atteint 29,8%, ce qui est nettement en dessous des Objectifs Millénaires du Développement (OMD) que le gouvernement malgache avait signé sous l’ancien Président Marc Ravalomanana. À la suite de ce nouvel échec, le gouvernement a proposé de se mettre de nouveaux objectifs : les Objectifs de Développement Durables, fixés pour 2030.

### Lycée
Il accueille les élèves durant trois années, de la 2e à la terminale et prépare ces derniers à l'examen du baccalauréat.

### Technologies
Le Ministère malgache de l'éducation s'est montré attentif à la question de la dotation de certains moyens informatiques à ses établissements, mais également au secteur de l'enseignement privé. Ainsi, après le Forum mondial sur l'éducation (EWF) de 2015, des supports numériques d'enseignement ont été alloués à certains établissements. Roland Justet Rabeson, Secrétaire ministériel à l'éducation précisait alors: 

« Les grands lycées publics de la Grande île, en l’occurrence ceux de la circonscription scolaire de Tana ville disposent, par exemple, de tablettes numériques avec une connexion Internet, outre des tableaux numériques interactifs, des vidéoprojecteurs, une salle informatique et même une connexion Wifi pour certains lycées. »

Des questionnements demeurent cependant sur l'application et la mise en place de la « numérisation » de l'éducation secondaire à Madagascar. Le ministère de l'éducation n'a par exemple émis aucune garantie que ces technologies ne détourneraient pas des données personnelles de ses usagers à des fins commerciales vers d'autres pays, comme il a été constaté par exemple avec les GAFAMI.
En 2021, la startup californienne Holberton – spécialisée dans l'EdTech – signe un partenariat d'association commerciale avec l'entreprise malgache d’éducation et de micro job en ligne SAYNA. Cette collaboration a pour objectif d’offrir de nouvelles perspectives commerciales dans l'inclusion éducative grâce aux technologies de l'information.
À partir de 2018, une enquête nationale et un projet pilote sont mis en place, pour tenter de rehausser le niveau de 16 000 enseignants en lecture et en calculs grâce à des moyens numériques.
La crise sanitaire mondiale de 2020-2022, déclenchée par l'épidémie de Covid-19, a eu pour effet de mettre au jour les inégalités d'accès à l'enseignement par ces moyens numériques. Malgré la proposition du Ministère de faire suivre les cours aux élèves par télévision ou radio, le pourcentage d'élèves ayant eu un accès régulier à ces moyens de communication est resté faible. Ainsi, la crise sanitaire aura fait décrocher de nombreux élèves malgaches du système scolaire, et particulièrement du secondaire.

## Enseignement supérieur et universitaire

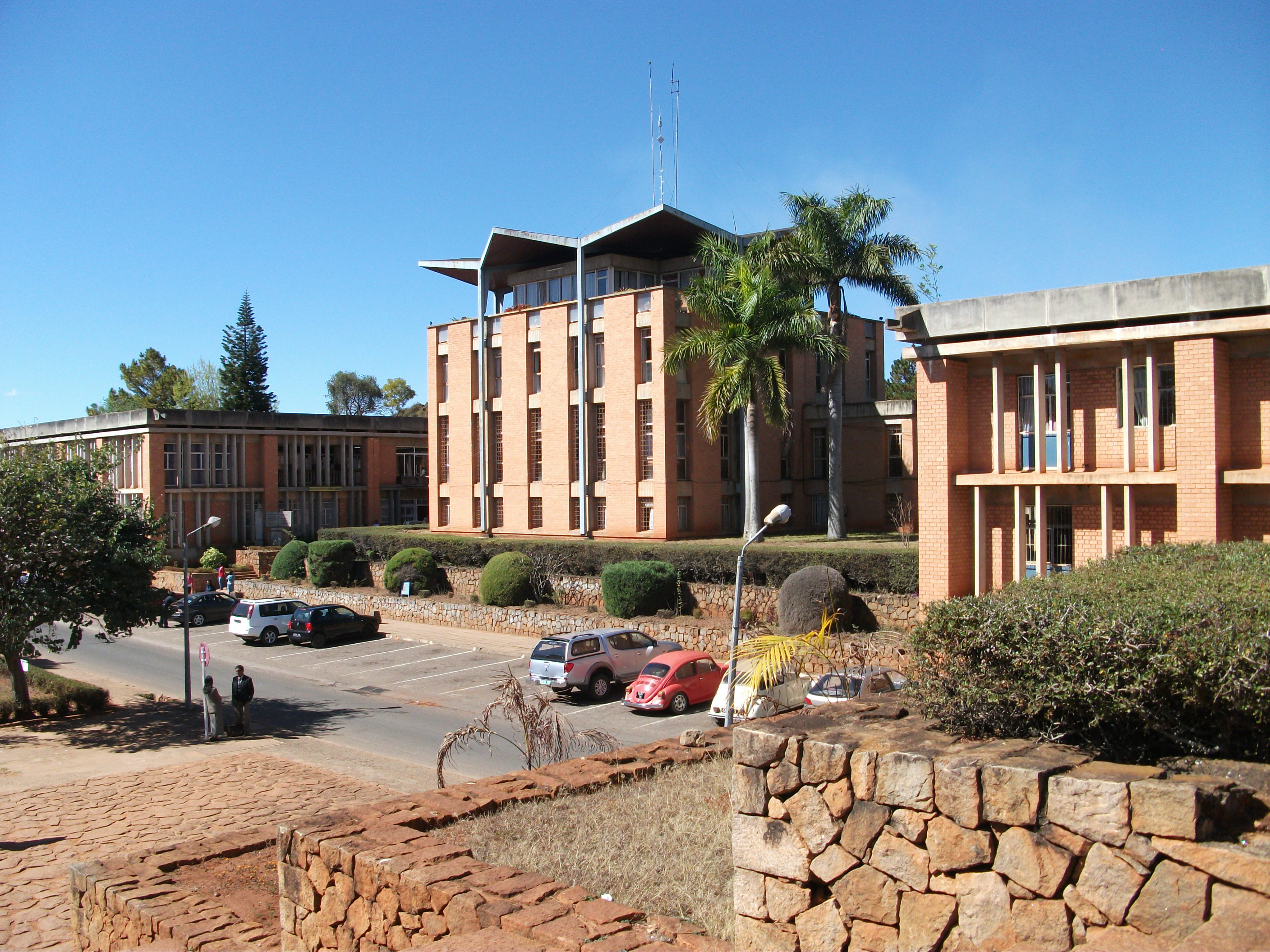
Université d'Antananarivo (2010)

Madagascar compte de nombreuses universités publiques et privées réparties dans toutes les régions.
- Universités publiques (un établissement universitaire par capitales provinciales) :
  - Université d’Antananarivo
  - Université d’Antsiranana
  - Université de Fianarantsoa
  - Université de Mahajanga
  - Université de Toamasina
  - Université de Toliara

- Institut supérieure de technologie :
  - Institut Supérieur de Technologie d'Antananarivo
  - Institut Supérieur de Technologie d'Ambositra
  - Institut Supérieur de technologie d'Antsiranana

- Parmi les Universités et centre d'éducation supérieurs privés, on compte: 
  - A.C.E.E.M. Business School, Ankadivato
  - Athenée Saint-Joseph, Antsirabe
  - Beaty University, Toamasina
  - Centre d'études, de l'information et ses technologies, orienté professionnel, Ambolokandrina
  - Centre écologique de Libanoa, Tôlanaro
  - CERF ARMI Conseils-études-réalisation-formation, 67HA N/E
  - Centre de formation et d'application du machinisme agricole, Antsirabe
  - Centre de formation des ressources humaines, Tsaralalàna
  - Conservatoire national des Arts et Métiers, 67HA (Maison des Produits)
  - C R A C étudiants - Centre de ressources, d'assistance et de conseil, Antsirabe
  - E C A T TARATRA École de comptabilité et d'administration, Fianarantsoa
  - I F S P, Soanierana
  - INFOSUP, Ambolokandrina
  - I N S P N M A D, Antananarivo, Manakambahiny
  - I S F P, Ampasikibo Toliara
  - I S P P S, Andrefan’Ambohijanahary
  - S E F A M, Antsirabe
  - U P R I M - Université privée de Madagascar, Andavamamba (Antananarivo)
  - U T M - Université de technologies à Madagascar (ex ISTAM), Toliara

## Éducation spécialisée
Avant 2004, l'éducation spécialisée à Madagascar, est principalement assurée par le secteur privé et les associations. Ces entités proposent des formations professionnelles, continues, ainsi que des services éducatifs à travers divers centres privés répartis dans le pays, avec une concentration notable dans la capitale. Si une certaine couverture est observable dans les zones urbaines majeures, l'éducation spécialisée, notamment pour les enfants en situation de handicap, les orphelins ou ceux présentant des différences intellectuelles, reste quasi inexistante en milieu rural et dans les régions éloignées.
À ce titre, on peut citer l'exemple de trois associations malgaches agissant sur le terrain de l'éducation spécialisée, que ce soit envers un public particulièrement déshérité, ou selon d'autres critères: Hardi (Antananarivo et ses faubourgs), Manda (alphabétisation en zone périurbaine) et Kozama (formation des professeurs et éducation en milieu public).
En parallèle, l'association française Les enfants du soleil agit pour l'éducation d'enfants abandonnés ou sans famille, en vue de leur réinsertion dans le système éducatif malgache.
Sur le plan législatif, la loi n° 97-044 du 2 février 1998 a été adoptée pour garantir aux personnes handicapées la jouissance de tous les droits reconnus aux citoyens sans distinction. Cette loi a été suivie du décret n° 2001-162 du 21 février 2001, qui précise les modalités d'application en matière de santé, d'éducation, de formation professionnelle, d'emploi et de droits sociaux. En 2004, six arrêtés interministériels ont été promulgués pour renforcer ces dispositions, couvrant des aspects tels que les droits sociaux, l'éducation, la formation professionnelle, la santé, l'emploi et la mise en place d'une carte d'invalidité,. En 2010, la Constitution de Madagascar a instauré l'obligation pour l'État de prendre les mesures nécessaires afin d'assurer le développement intellectuel de chaque individu, limité uniquement par les aptitudes de chacun.  Elle prévoit également que l'État organise un enseignement public, gratuit et accessible à tous, rendant l'enseignement primaire obligatoire pour tous.
À ce titre, on peut citer l'exemple de trois associations malgaches agissant sur le terrain de l'éducation spécialisée, que ce soit envers un public particulièrement déshérité, ou selon d'autres critères: Hardi (Antananarivo et ses faubourgs), Manda (alphabétisation en zone périurbaine) et Kozama (formation des professeurs et éducation en milieu public).
En parallèle, l'association française Les enfants du soleil agit pour l'éducation d'enfants abandonnés ou sans famille, en vue de leur réinsertion dans le système éducatif malgache.

### Education inclusive
L'éducation inclusive à Madagascar vise à offrir une scolarisation de qualité à tous les enfants, y compris ceux en situation de handicap, les orphelins et les enfants issus de milieux défavorisés. Malgré les efforts déployés, de nombreux défis subsistent pour assurer une inclusion effective de ces enfants dans le système éducatif malgache.
À Madagascar, l’éducation inclusive vise à garantir l’accès à une éducation équitable à tous les enfants, y compris ceux en situation de handicap ou issus de groupes vulnérables. La Constitution de 2010 prévoit que l’État doit prendre les mesures nécessaires pour assurer le développement intellectuel de chaque individu, sans autre limitation que ses aptitudes. L’enseignement primaire y est défini comme obligatoire et égalitaire. Toutefois, de nombreux enfants restent en dehors du système éducatif. Selon les données du ministère de l’Éducation nationale, seulement 11,3 % des enfants handicapés étaient scolarisés au primaire en 2012, tandis qu’environ un million d’enfants en situation de handicap âgés de 6 à 10 ans sont exclus de l’école.
Plusieurs facteurs contribuent à cette exclusion : pauvreté, isolement géographique, orphelinat, travail précoce, ou encore déficiences physiques, mentales et sensorielles. Pour y répondre, des classes intégrées ont été mises en place dans plusieurs régions dès 1999, avec le soutien d'organisations partenaires. Le programme s’est progressivement étendu, avec plus de 230 établissements dits inclusifs recensés dans différentes régions. Des mesures telles que la suppression des frais d’inscription, la formation d’enseignants spécialisés, ou encore l’adaptation des infrastructures scolaires ont été introduites pour favoriser l’intégration.
Sur le plan juridique, la loi 97-044 de 1998 définit les droits des personnes handicapées, complétée par des textes d'application relatifs à l’éducation, la formation professionnelle, la santé ou l’emploi. Madagascar a également ratifié la Convention relative aux droits des personnes handicapées en 2014. Malgré ces avancées, des défis techniques, financiers et institutionnels subsistent, et les efforts de mise en œuvre et de coordination restent en cours dans plusieurs régions du pays.

## Dysfonctionnements
Les enquêtes réalisées par l'ONG Aide et Action International entre décembre 2009 et janvier 2010 indiquent une nette tendance à la déscolarisation à Madagascar, à la suite de la crise financière de 2008. La moitié des familles interrogées mentionnent une brusque dégradation de leurs conditions de vie les ayant amenées à réduire toutes les dépenses non vitales, comme l’achat de  vêtements ou de chaussures, le logement ou encore la scolarisation des enfants les plus âgés. En 2009, un tiers des enfants interrogés déclaraient ne plus aller à l'école. D'autre part, un sous-investissement public systémique est visible depuis l'indépendance du pays.
Selon un rapport de la Banque Mondiale sorti en 2024, la quasi-totalité des élèves en fin de primaire rentre au collège en situation d'illettrisme, et même pas 4 % des instituteurs possèdent les compétences de base pour enseigner. A cause du manque de moyens, comme en matière de tables et de bancs, de nombreux élèves restent assis par terre. Face à l'écroulement de l'éducation publique, de nombreuses familles privilégient l'enseignement privé (notamment catholique). 70 % des candidats reçus au brevet des collèges ou au baccalauréat ont ainsi eu des cours de soutien ou été scolarisés dans des instituts privés. Néanmoins, la cherté de ce type d'enseignement – dont le coût peut atteindre le salaire mensuel d'un parent – le rend inaccessible pour la plupart des familles. Dans certains quartiers pauvres de Tananarive, selon l'UNICEF, jusqu'à 80 % des enfants sont ainsi déscolarisés. L'enseignement secondaire est par ailleurs en langue française, ce qui met automatiquement les élèves post-primaire ne parlant pas le français en situation d'échec scolaire, dans un pays où seulement 15 % de la population a au moins quelques notions de français.

## Financement international
Particulièrement depuis 2013, des programmes d'aide internationale viennent s'ajouter aux dépenses d'état en matière d'éducation; ainsi, un financement du PME (Partenariat mondial pour l'éducation) d'environ 80 millions d'euros soutient un projet qui se concentre sur l'accès à l'éducation primaire, la qualité des enseignants et l’amélioration de l'environnement d’apprentissage dans des zones ciblées. Le projet est composé de trois éléments:
- Faciliter l'accès et la rétention en primaire en réduisant les coûts de scolarité pour les familles grâce à des subventions pour les salaires des enseignants et à des kits scolaires pour les enfants.
- Soutenir le processus d'éducation en améliorant l'environnement d'enseignement et d'apprentissage grâce à des formations pour les enseignants et les directeurs d'école, à des financements scolaires dans les régions vulnérables, à l'amélioration des infrastructures scolaires, ainsi qu’à l'alimentation scolaire.
- Renforcer les fondements du système de l'enseignement primaire en reconstruisant la capacité des parties prenantes, et en améliorant la participation communautaire ainsi que la responsabilité sociale.

Le ministère de l'Éducation nationale malgache gère le projet de PME en partenariat avec la Banque mondiale et l'UNICEF.
Le programme actuel financé par le PME a contribué aux résultats suivants dans le secteur de l’éducation :
- Des subventions ont été allouées à 21 653 écoles au mois de décembre 2015 et des formations sur la responsabilité sociale ont été dispensées aux associations de parents d’élèves et aux comités de gestion des écoles
- Environ 600 écoles ont bénéficié d’un programme d'alimentation scolaire profitant à 121 200 enfants
- Environ 1,8 million de kits scolaires contenant des fournitures de base pour les enfants de l'école primaire ont été distribués à partir de 2015
- 15 843 enseignants communautaires et directeurs d'école ont été formés dans cinq régions ciblées
- Les salaires de 21 606 enseignants communautaires ont été subventionnés dans 12 zones ciblées en 2014
- Un diagnostic du secteur de l'éducation a été réalisé pour préparer l'élaboration du plan sectoriel d'éducation

Ce programme des Nations unies d'assistance à l'éducation à Madagascar continue depuis, avec notamment une demande de fonds d'environ 40 millions d'euros (46M USD) en 2017.

### Pages liées
- Liste de revues scientifiques francophones
- Éducation en Afrique
- AUF